# (9035) 1990 SH1
A (9035) 1990 SH1 a Naprendszer kisbolygóövében található aszteroida. Henry E. Holt fedezte fel 1990. szeptember 16-án.